# Selokolela
Selokolela is een dorp in het district Southern in Botswana. De plaats telt 1610 inwoners (2011).